# Jabłonów (gmina)
Jabłonów – dawna gmina wiejska w powiecie kołomyjskim województwa stanisławowskiego II Rzeczypospolitej. Siedzibą gminy był Jabłonów.
Gminę utworzono 1 sierpnia 1934 r. w ramach reformy na podstawie ustawy scaleniowej z dotychczasowych gmin wiejskich: Jabłonów, Kowalówka, Lucza, Stopczatów i Utoropy.
Po II wojnie światowej obszar gminy znalazł się w ZSRR.